# Zamek Irmelshausen
Zamek Irmelshausen (niem. Wasserschloss Irmelshausen) – zabytkowy zamek na wodzie w Irmelshausen, w Dolnej Frankonii.
Pierwsza fortyfikacja została zbudowana w czasach cesarza Karola Wielkiego (747-814). W drugiej połowie XII w. w zamku mieszkał Boppo II z Hennebergu. Po 1376 warownia została zastawałem rodu von Bibra w zamian za wykupienie. Ród panów von Bibra jest bardzo starą rodziną szlachecką, której nazwa pochodzi od frankońsko-turyńskiej siedziby rodowej Bibra (Grabfeld).

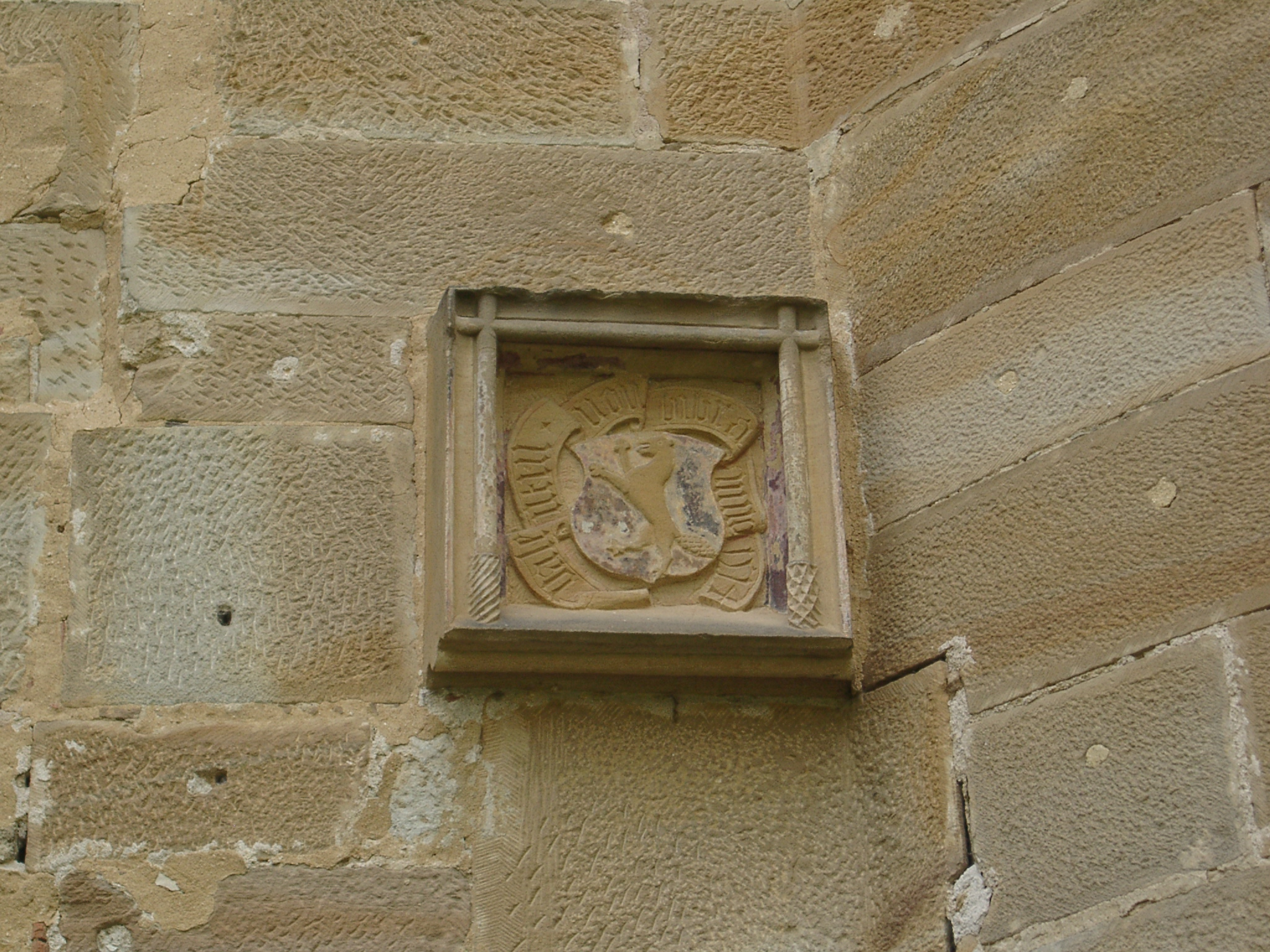
Herb von Bibra
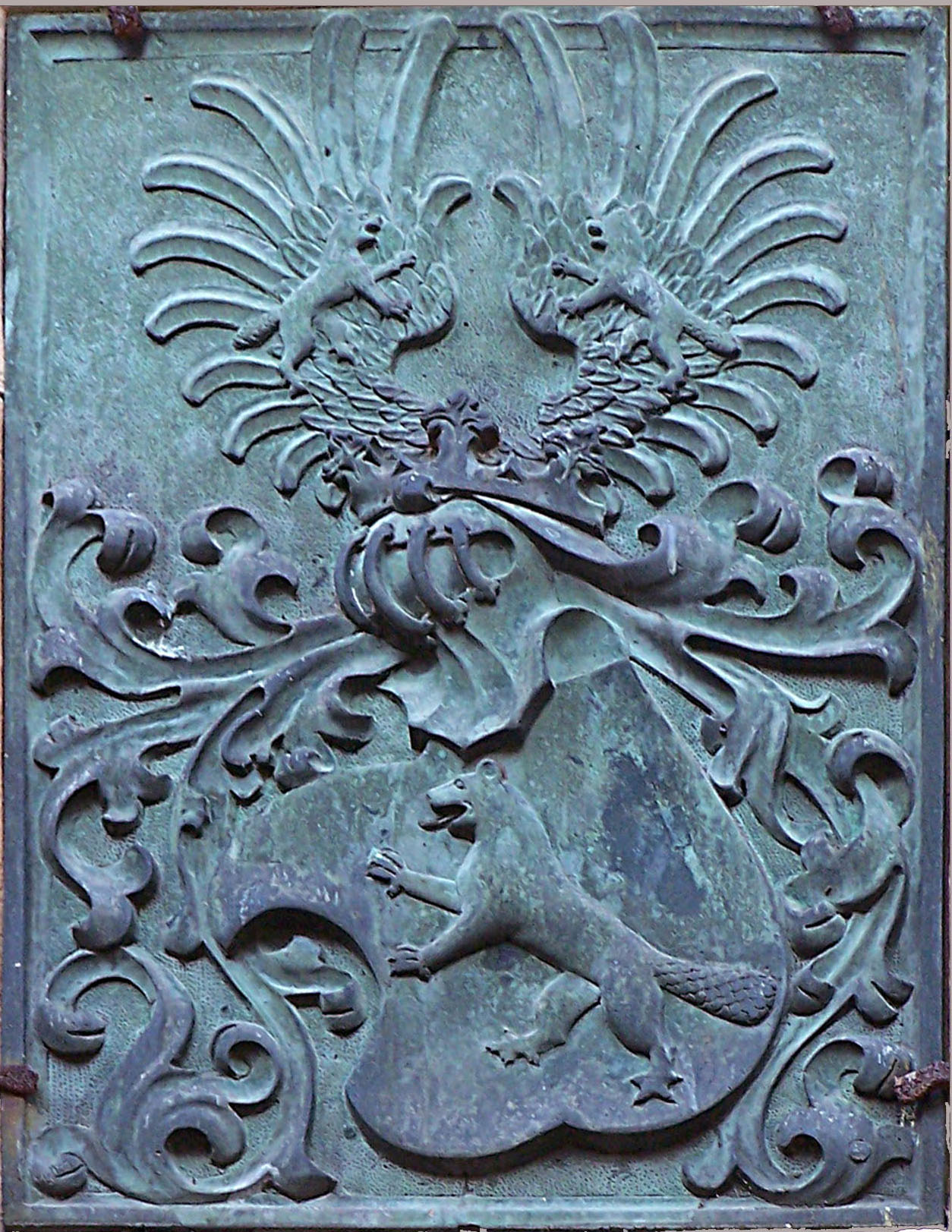
Herb von Bibra
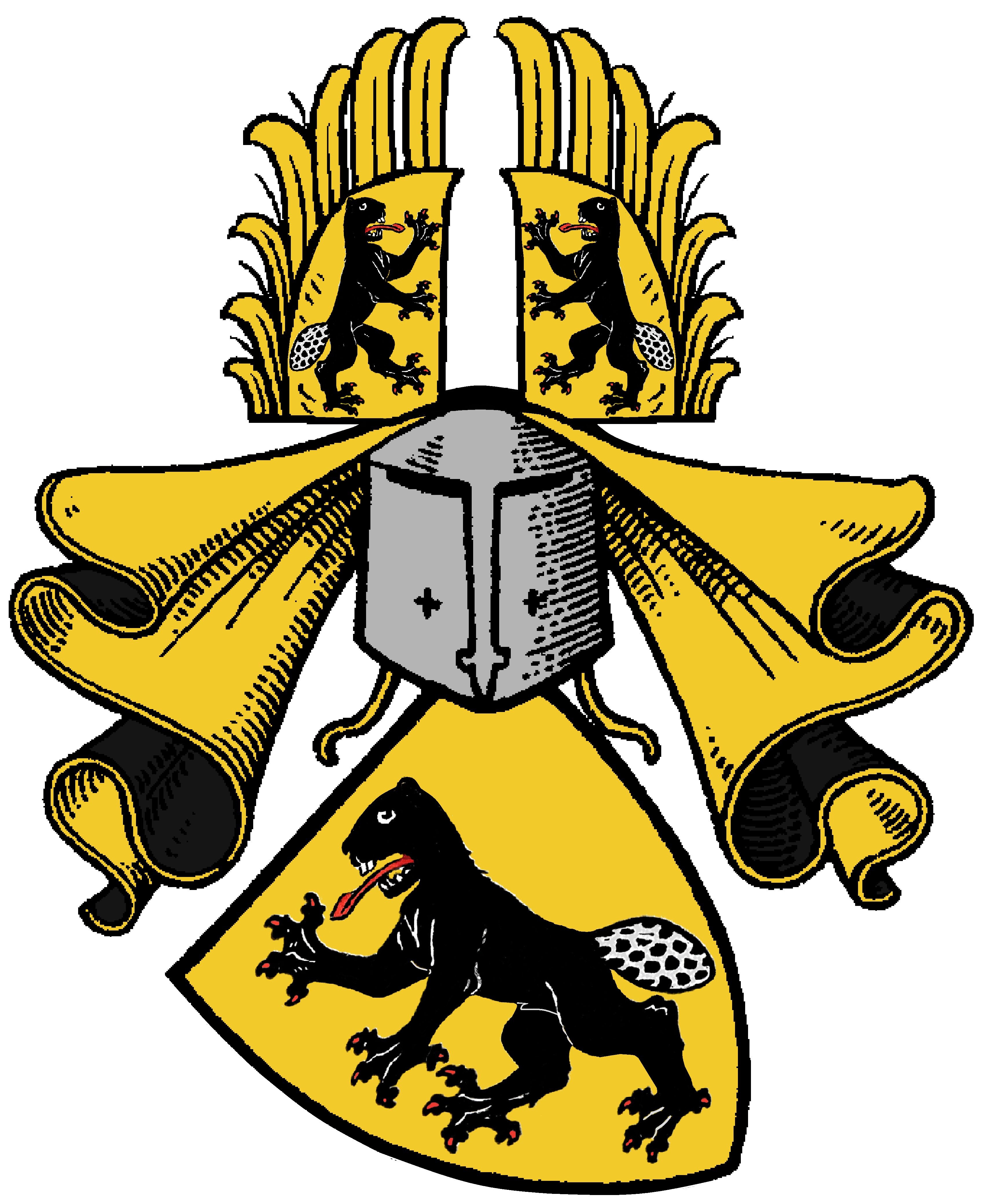
Herb von Bibra